# Leptonota comitessa
Leptonota comitessa är en skalbaggsart som först beskrevs av White 1855.  Leptonota comitessa ingår i släktet Leptonota och familjen långhorningar. Inga underarter finns listade i Catalogue of Life.